# La Cavale des fous
Pour plus de détails, voir Fiche technique et Distribution.
La Cavale des fous est un film français réalisé par Marco Pico, sorti en 1993.

## Synopsis
Dans un accès de jalousie meurtrière, Henri Toussaint, grand professeur au Collège de France, philosophe spécialiste de Blaise Pascal, a tenté d'égorger son épouse alors surprise en flagrant délit d'adultère avec un simple serveur de bar. Il est interné depuis sept ans dans une clinique psychiatrique privée quand Bertrand Daumale, son psychiatre, lui demande l'espace d'un week-end de revoir une dernière fois sa femme, gravement souffrante et qui souhaite lui donner le baiser du pardon avant de mourir. Malgré les réticences du directeur de l'hôpital, Daumale obtient l'autorisation en arguant que cela demande seulement un rapide trajet de deux heures par autoroute et qu'un ultime baiser d'adieu pourrait permettre au savant de recoudre l'histoire de sa vie, mutilée par une bouffée de démence.
Un autre pensionnaire de l'asile rentre en cachette dans la voiture du psychiatre : Angel, un psychotique qui s'est attaché à Toussaint. Sorte d'Harpo Marx qui a la fâcheuse manie de grimper sur les pieds des gens et de leur tirer les poils du nez avec un grand sourire convivial, il attire rapidement des ennuis pour Bertrand Daumale. Ce dernier est par ailleurs préoccupé car il a peur que sa jeune compagne soit peut-être en train de le tromper avec un écrivain.

## Fiche technique
- Titre : La Cavale des fous
- Réalisation : Marco Pico
- Scénario : Olivier Dazat et Pierre Richard
- Musique : Christophe et Olivier Defays
- Photographie : François Lartigue
- Montage : Youcef Tobni
- Décors : Dominique André
- Costumes : Ève-Marie Arnault
- Société de production : Fideline Films
- Pays de production :  France
- Genre : comédie dramatique
- Durée : 90 minutes
- Date de sortie : 
  - France : 11 août 1993

## Distribution
- Pierre Richard : Bertrand Daumale
- Michel Piccoli : Henri Toussaint
- Dominique Pinon : Angel
- Florence Pernel : Fabienne
- Édith Scob : Mme Toussaint
- Marc Betton : Verebelli
- Jacques Denis : le contrôleur du train
- Hélène Surgère : Edith Juillet
- Ronny Coutteure : un routier
- Patrice Alexsandre : Schramm, l'écrivain
- Jean-Paul Muel : le passager du train jouant aux mots croisés
- Jenny Clève : la mère supérieure
- Daniel Martin : un infirmier
- Jean-Claude Leguay : un infirmier
- Jean-Quentin Châtelain : l'auto-stoppeur
- Jean-François Dérec : le pompiste
- François Hadji-Lazaro : Mme Marthe (surnommée « la femme au pénis »)
- Bernard Bireaud : le gérant du bar
- Éliane Boëri : l'admiratrice de Toussaint
- Régis Bouquet : René
- Carmelo Cacciato : le prêtre
- Oscar Castro : le moniteur de la ferme
- Michel Didym : le marie de l'admiratrice de Toussaint
- Jean-Pierre Ducos : l'infirmier clinique
- Noëlla Dussart : la jeune fille dans l'autocar
- Yves Elliot : le patron de la station-service
- Arlette Emmery : la femme internée
- Patrick Farru : Éric, le frère de Fabienne
- Jean-Marie Galey : Jean-Pierre
- Laurent Gamelon : Fredo
- Marcel Gassouk : le tireur
- Anne Kreis : la femme du passager aux mots croisés
- Marie Réache : la maîtresse de Jean-Pierre
- Marie-France Roussel : Mme Delassus
- Yolande Moreau : la conductrice du car (non créditée)
- Kad Merad : un policier à la gare (figuration non créditée)[réf. nécessaire]